# Antonio Virgili
Antonio Virgili (* 13. června 1957, Neapol) je italský sociolog, geograf a konzultant.

## Život
Vystudoval sociologii na Neapolské univerzitě Fridricha II. Dále jeho hlavní studium probíhalo na státních školách v Benátkách a v Římě.
Zastává post prezidenta Centro Studi Internazionali v Římě, viceprezidenta Lazarus Union a je jejím italským národním velitelem.
Je autorem řady článků, esejí a knih. Věnuje se esoterickým, heraldickým a symbolickým vědám.